# Xã Grant, Quận Kossuth, Iowa
Xã Grant (tiếng Anh: Grant Township) là một xã thuộc quận Kossuth, tiểu bang Iowa, Hoa Kỳ. Năm 2010, dân số của xã này là 120 người.